# Gabriel Suttle
Gabriel Suttle – amerykański aktor filmowy i serialowy.

## Filmografia
- Love's Christmas Journey (2012) jako Wiseman #2[1]
- The Sex Trade (2012) jako Nick[1]
- Fale jeziora (2012) jako Remy[1]
- I'm Not Dead Yet (2012) jako Artie Lazarus[1]
- Partners (2012) jako Louis w wieku 9 lat[1]
- Santa Switch (2013) jako młody Dan Ryebeck[1]
- Banshee (2013–2015) jako Max Hopewell[1]
- Reluctant Nanny (2015) jako Sam Anderson[1]